# Ceratinopsis blesti
Ceratinopsis blesti là một loài nhện trong họ Linyphiidae.
Loài này thuộc chi Ceratinopsis. Ceratinopsis blesti được George Hazelwood Locket miêu tả năm 1982.